# Kvastmålla
Kvastmålla (Bassia scoparia) är en amarantväxtart som först beskrevs av Carl von Linné, och fick sitt nu gällande namn av Andreas Voss. Kvastmålla ingår i släktet kvastmållor, och familjen amarantväxter.

## Underarter
Arten delas in i följande underarter:
- B. s. densiflora
- B. s. scoparia

## Bildgalleri

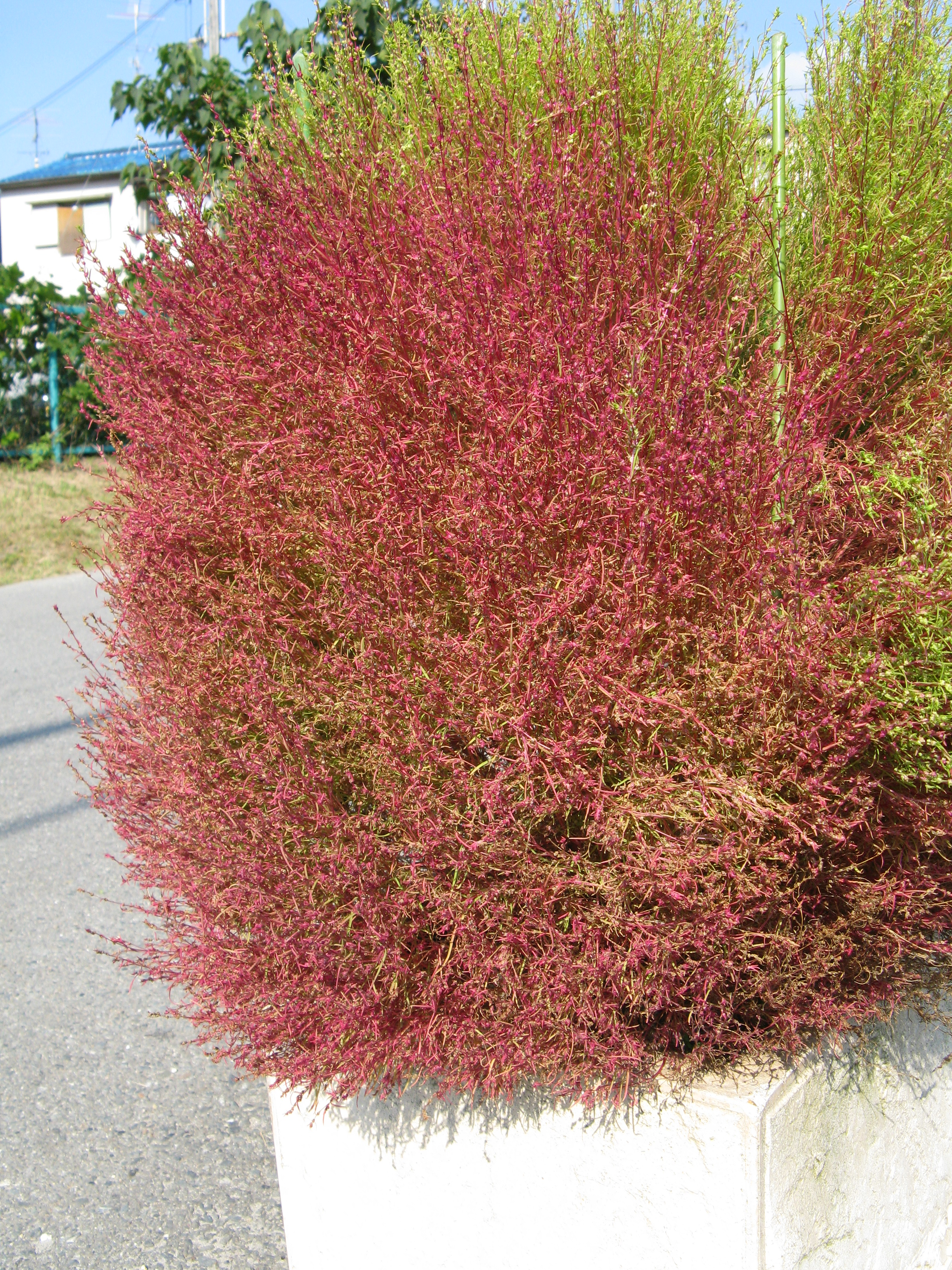
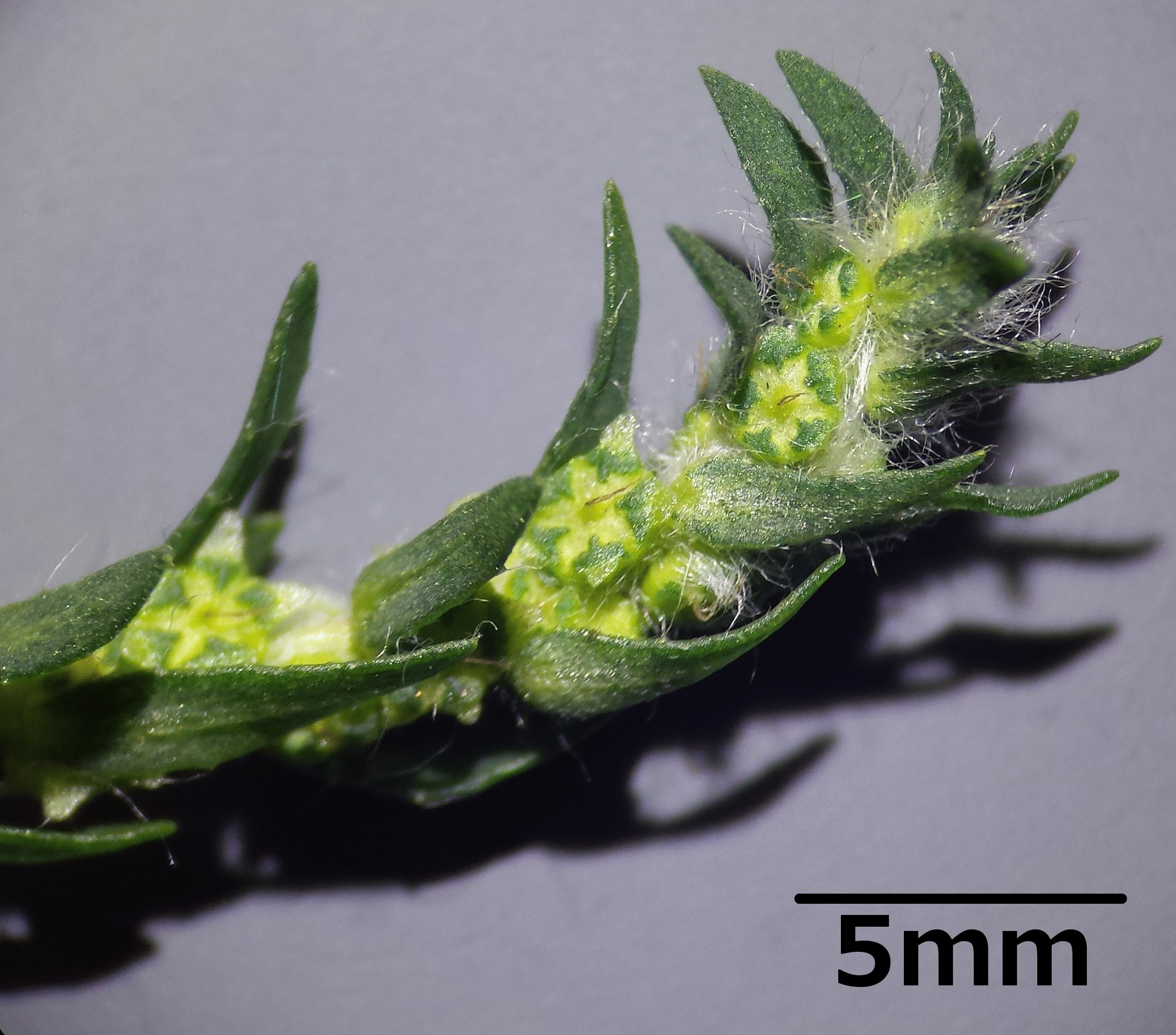
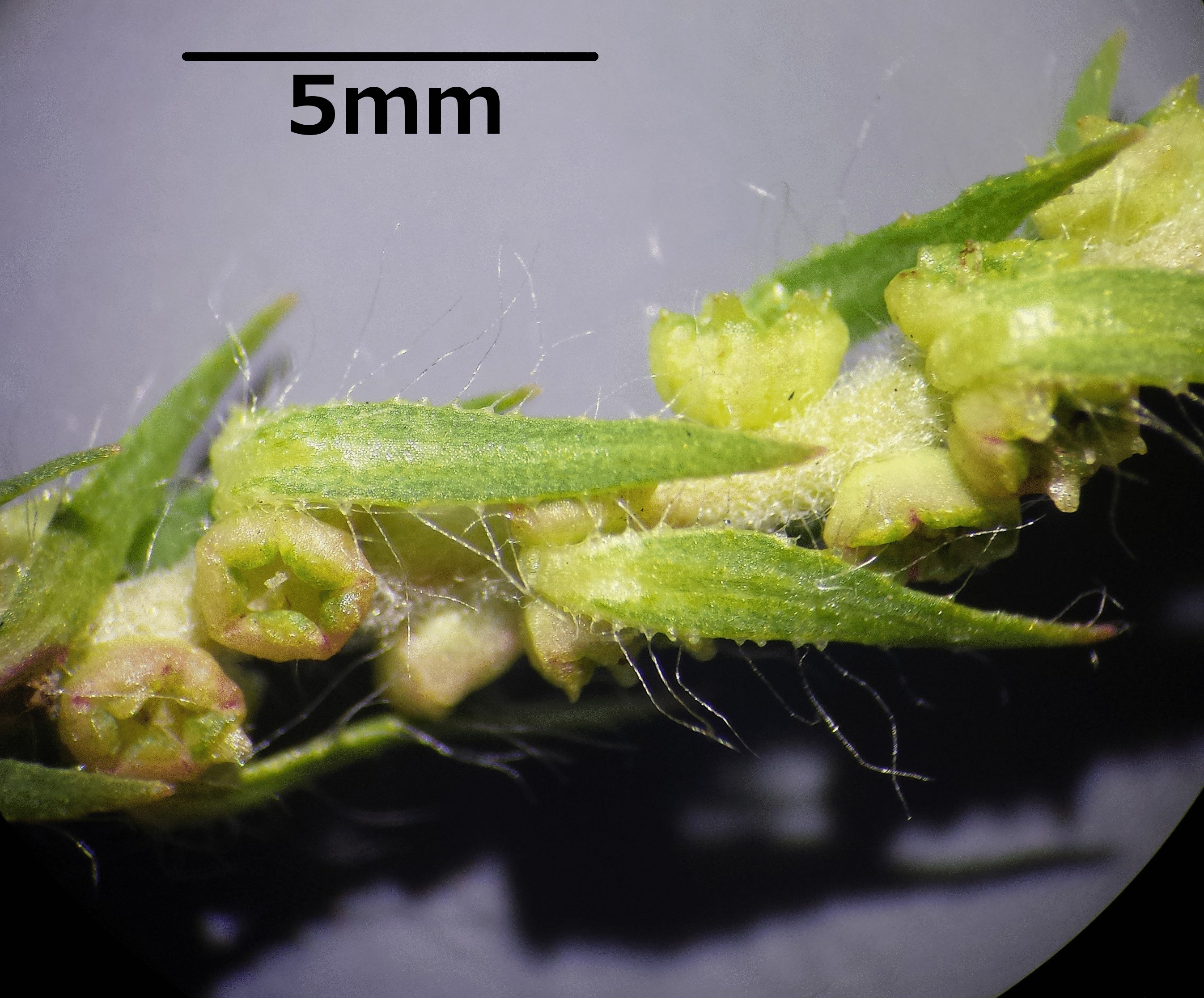
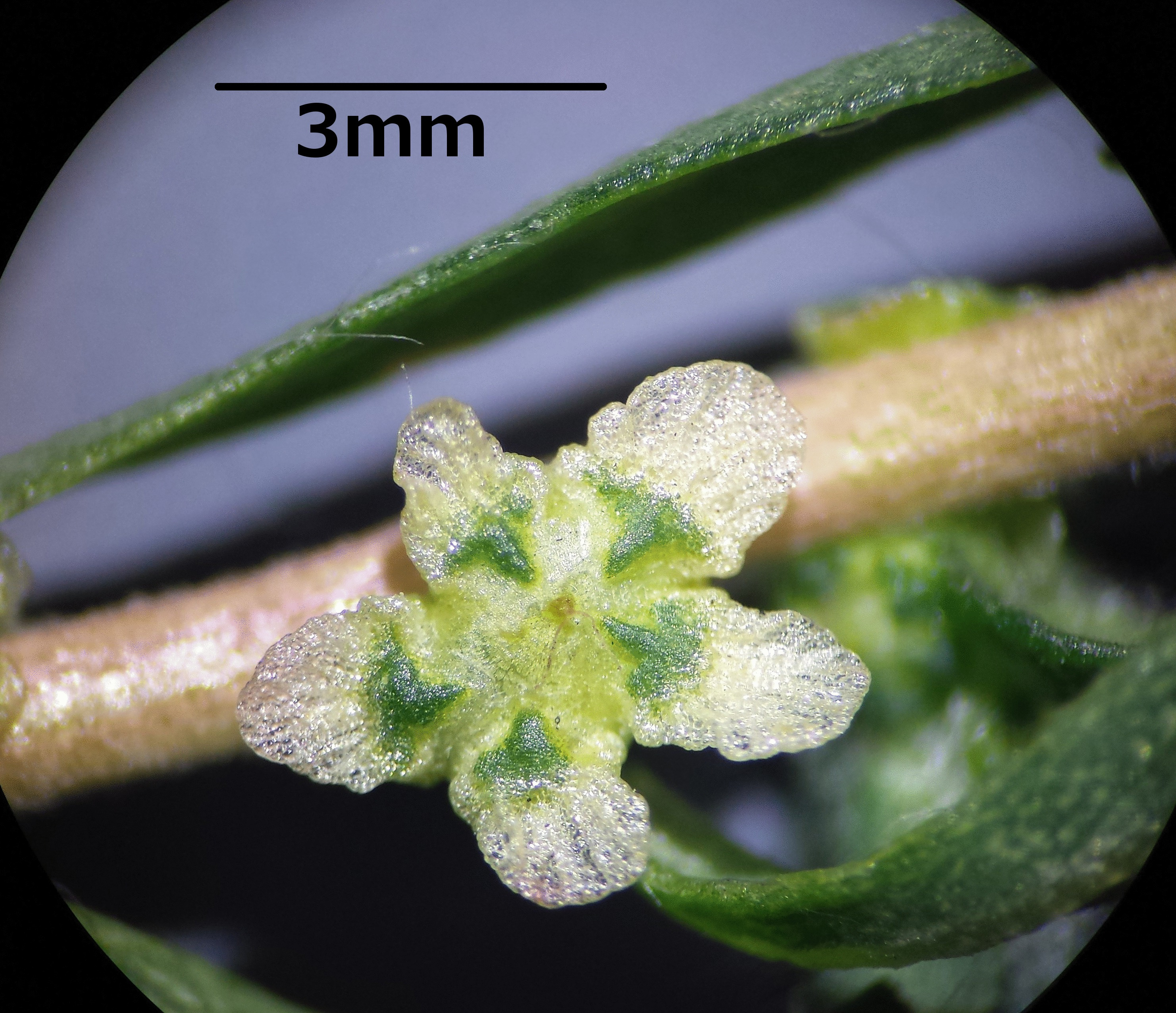
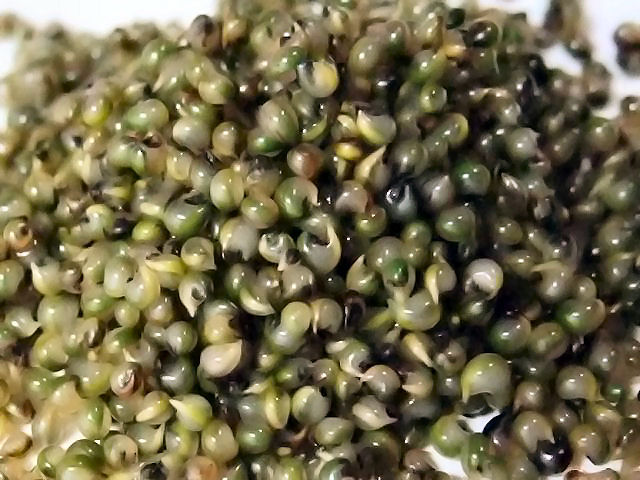
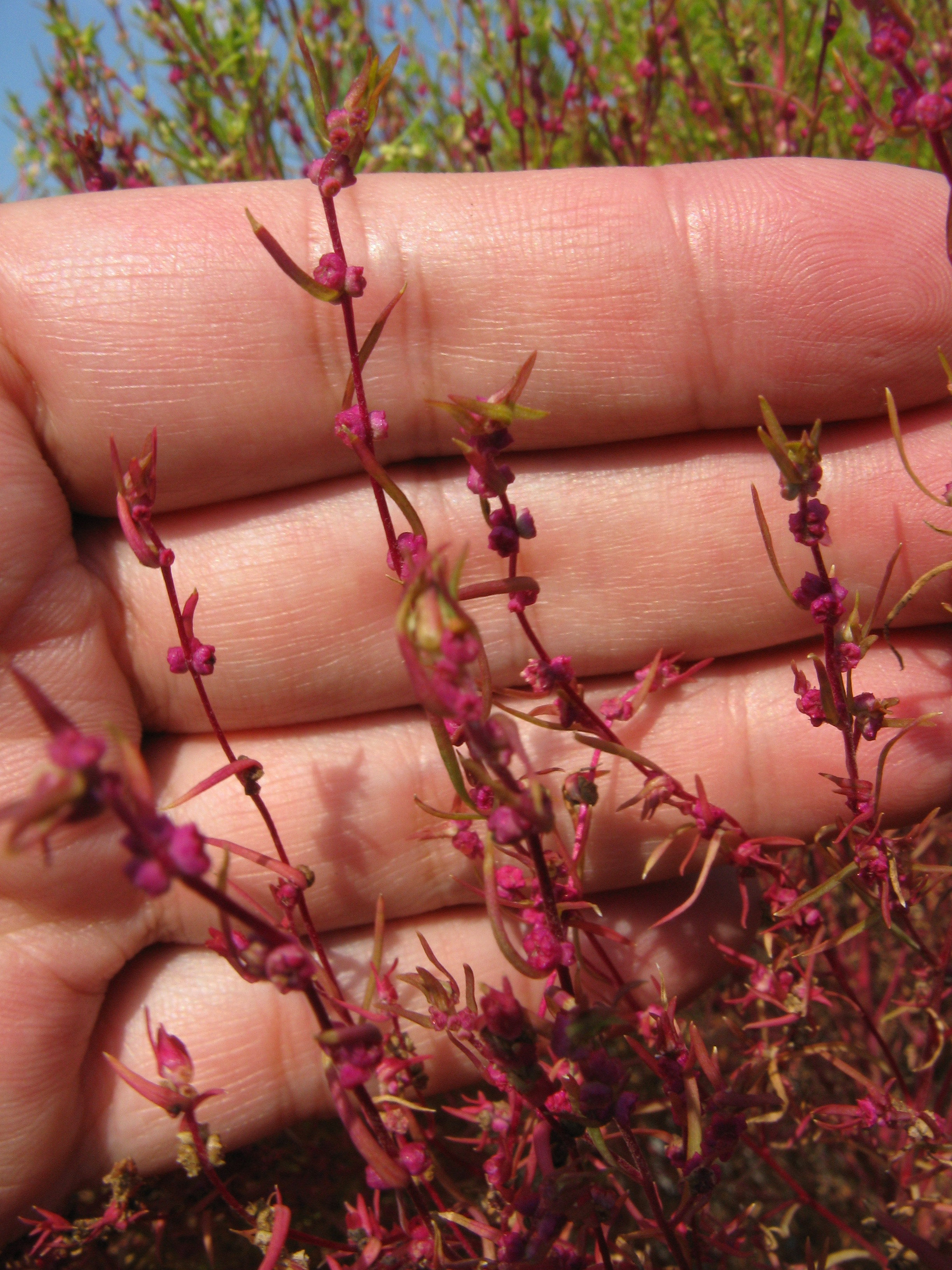